# John Keel
John Alva Keel (nacido Alva John Kiehle) (Nueva York, Estados Unidos, 25 de marzo de 1930 - ib., 3 de julio de 2009) fue un investigador forteano, escritor y periodista.
Keel comenzó a escribir de forma profesional a la edad de 12 años, y fue muy conocido por sus escritos sobre objetos voladores no identificados, el Mothman de West Virginia y otras temáticas paranormales.
Keel fue uno de los ufólogos más influyentes desde la década de los 70. Aunque sus propios conocimientos sobre los ovnis y otros fenómenos anómalos asociados, se fueron desarrollando de forma gradual desde mediados de los 60, Keel todavía a día de hoy era uno de los ufólogos más originales y polémicos. Fue su segundo libro, Ovnis: operación Caballo de Troya (1970), el que popularizó la idea de que muchos de los aspectos de los informes ovni contemporáneos, incluidos encuentros con humanoides, a menudo son confundidos con el folclore antiguo y apariciones religiosas.
Keel acuñó el término hombres de negro para describir las misteriosas figuras que se dice que acosan a los testigos ovni, y argumentaba que hay una relación directa entre los ovnis y los fenómenos psíquicos. John Keel no se llamaba a sí mismo ufólogo, prefería el término Forteano, el cual aglutina un mayor rango de temas paranormales.

## Biografía

### Inicios y carrera
La primera publicación de Keel fue en una revista de magia a la edad de doce años. Pronto se trasladó a Greenwich Village y escribió para varias revistas. Fue llamado a la Armada de los Estados Unidos durante la guerra de Corea, pero sirvió en Fráncfort del Meno, Alemania, formando parte del personal del Armed Forces Network. Fue corresponsal de prensa durante varios años, investigando las actividades ilegales de faquires y hombres sagrados, que llevaban a cabo el truco de la cuerda india y sobrevivían a ser quemados vivos.

### Primeras investigaciones ovni (década de los 60)
Influenciado por escritores como Charles Fort, Ivan Sanderson y Aimé Michel, en 1966, John Keel emprendió una investigación a tiempo completo de los ovni y los fenómenos paranormales. Durante cuatro años, Keel entrevistó a miles de personas en aproximadamente veinte estados de los Estados Unidos. Leyó cerca de dos mil libros en el transcurso de su investigación, además de miles de revistas, periódicos, etc. Keel también estuvo suscrito a varios servicios de dossiers de prensa, los cuales le proporcionaron más de ciento cincuenta recortes de prensa al día durante la oleada ovni entre 1966 y 1967. También escribió para varias revistas, incluida Saga, con un artículo en 1967 llamado UFO Agents of Terror, refiriéndose a los hombres de negro.

### The Mothman Prophecies
En 1975, Keel publicó Las profecías del Mothman, fruto de su investigación de los años 1966-1967 sobre visiones del Mothman, una extraña criatura alada que fue vista en los alrededores de Point Pleasant, Virginia Occidental, EE. UU.
El libro fue adaptado en 2002 al cine como Mothman: la última profecía. Protagonizó la película Richard Gere, Laura Linney y Alan Bates. Como curiosidad y en homenaje al autor, el personaje de Bates se llamó Leek, que es Keel al revés, y el de Richard Gere trabajó para un periódico y se llamó John Klein, también jugando con el nombre de Keel.

### Salud
El viernes 13 de octubre de 2006, Keel ingresó en el Hospital Lenox Hill de Nueva York, tras sufrir un ataque al corazón, y el 16 de octubre fue operado satisfactoriamente. El 26 de octubre, Keel comenzó la rehabilitación, según su amigo Doug Skinner, que se mantuvo en contacto con él. Keel continuó mejorando durante un tiempo, y a principios de 2009 ingresó en una residencia de ancianos cercana a su apartamento, en el Upper West Side.
Finalmente, Keel falleció el 3 de julio de 2009 en el hospital Monte Sinaí de Nueva York, a la edad de 79 años.

## Obras
- Jadoo (1957)
- The Fickle Finger of Fate (Fawcett, 1966)
- Operation Trojan Horse (1970)
- Strange Creatures From Time and Space (1970)
- Our Haunted Planet (1971)
- The Flying Saucer Subculture (1973)
- The Mothman Prophecies (1975)
- The Eighth Tower (1975)
- Why Ufos (1978) (reedición de Operation Trojan Horse)
- The Cosmic Question (1978) (edición británica de The Eighth Tower)
- Disneyland of the Gods (1988)
- The Complete Guide to Mysterious Beings (1994) (versión revisada de Strange Creatures from Time and Space)
- The Best of John Keel (Paperback 2006) (colección de artículos de Keel del Fate Magazine)
- Flying Saucer to the Center of Your Mind: Selected Writings of John A. Keel (2013)
- The Outer Limits of the Twilight Zone: Selected Writings of John A. Keel (2013)
- Searching For the String: Selected Writings of John A. Keel (2014)
- The Great Phonograph in the Sky: Selected Writings of John A. Keel (2015)
- The Perspicacious Percipient: How to Investigate UFOs and Other Insane Urges - Selected Writings of John A. Keel (2015)
- The Passionate Percipient: Illusions I Have Known And Loved - Selected Writings of John A. Keel (2015)
- Pursuing the Addenda: Supernatural Reports From the Natural World (2016)

## Edición en castellano
- La octava torre. Traducción Mar Vega, ilustración Óscar Bometón. Editorial Reediciones Anómalas. 2021. ISBN 978-84-09-31915-2.
- Jadoo. Prólogo Pepe Aracil, ilustración Óscar Bometón. Editorial Reediciones Anómalas. 2021. ISBN 978-84-09-24779-0.
- Anomalía. Prólogo Aitor Marín, traducción y adaptación Óscar Alarcia, portada Óscar Bometón. Libritos Jenkins & Editorial Reediciones Anómalas. 2020. ISBN 978-84-09-20187-7.
- Las profecías del Mothman. Prólogo Alex Barragán y Daniel G. Ramos, epílogo Richard Hatem, traducción Pablo Vergel, ilustración Óscar Bometón. Editorial Reediciones Anómalas. 2019. ISBN 978-84-09-09468-4.
- Operación Caballo de Troya. Editorial Reediciones Anómalas. 2017. ISBN 978-84-617-8689-3.
- Mothman: la última profecía. Madrid: Punto de lectura. 2002. ISBN 9788466306454.